# Bad Pirawarth
Bad Pirawarth – uzdrowiskowa gmina targowa w Austrii, w kraju związkowym Dolna Austria, w powiecie Gänserndorf. Liczy 1 661 mieszkańców (1 stycznia 2014).